# جورج بيرد إيفانز
جورج بيرد إيفانز (بالإنجليزية: George Bird Evans)‏ (28 ديسمبر 1906، يونيونتاون في الولايات المتحدة - 5 مايو 1998، بروكيتون ميلز في الولايات المتحدة)؛ روائي أمريكي.